# Atractodes obsoletor
Atractodes obsoletor là một loài tò vò trong họ Ichneumonidae.